# Scopula minutularia
Scopula minutularia là một loài bướm đêm trong họ Geometridae.